# あこがれ美しく燃え
『あこがれ美しく燃え』（あこがれうつくしくもえ、Lust och fägring stor）は、1995年公開のスウェーデン映画。
監督のボー・ヴィーデルベリの遺作。ベルリン国際映画祭審査員特別賞受賞、アカデミー外国語映画賞候補。タイトルは、同国の学校の修業式などで歌われる讃美歌の一節に因んだもの。

## あらすじ
第二次世界大戦時下の1943年、中立国であるスウェーデン南部の街マルメ。15歳の少年スティーグは、臨時教師として赴任してきた人妻である女教師ヴィオーラに憧れを抱くようになり、ヴィオーラもスティーグの熱い眼差しを意識し始める。2人は不意のキスをきっかけに交際を始め、ヴィオーラの家でたびたび逢瀬を重ねるようになる。やがてスティーグは、妻ヴィオーラの不倫を見て見ぬふりをしている夫フランクとも親しくなるが、次第にスティーグの心はヴィオーラから離れていく。ヴィオーラはそんなスティーグへの報復を企て…。

## キャスト
- ユーハン・ウィデルベリ
- マーリカ・ラーゲルクランツ
- トーマス・フォン・ブレムセン
- カリン・ハルト
- ビョルン・キェルマン